# Pam Teeguarden
Pam Teeguarden, née le 17 avril 1951, est une joueuse de tennis américaine, professionnelle du début des années 1970 à 1985. 
Régulièrement classée parmi les trente meilleures mondiales en simple pendant sa carrière, elle reste avant tout une spécialiste de double, gagnant notamment deux tournois du Grand Chelem :
- à l'US Open en 1974, en double mixte, aux côtés de Geoff Masters ;
- à Roland-Garros en 1977, en double dames, associée à Regina Maršíková.